# チェイスン・ブラッドフォード
チェイスン・デビッド・ブラッドフォード（Chasen David Bradford, 1989年8月5日 - ）は、アメリカ合衆国ネバダ州ラスベガス出身の元プロ野球選手（投手）。右投右打。

## 経歴

### プロ入りとメッツ時代
2011年のMLBドラフト35巡目（全体1062位）でニューヨーク・メッツから指名され、プロ入り。契約後、傘下のアパラチアンリーグのルーキー級キングスポート・メッツでプロデビュー。21試合に登板して1セーブ、防御率3.51、37奪三振を記録した。
2012年はA級サバンナ・サンドナッツでプレーし、37試合に登板して4勝5敗3セーブ、防御率2.47、41奪三振を記録した。
2013年はA+級セントルーシー・メッツとAA級ビンガムトン・メッツでプレーし、2球団合計で50試合に登板して9勝3敗4セーブ、防御率2.61、61奪三振を記録した。
2014年はAA級ビンガムトンとAAA級ラスベガス・フィフティワンズでプレーし、2球団合計で57試合に登板して4勝4敗16セーブ、防御率2.97、66奪三振を記録した。
2015年はAAA級ラスベガスでプレーし、53試合に登板して5勝4敗7セーブ、防御率4.10、46奪三振を記録した。
2016年もAAA級ラスベガスでプレーし、56試合に登板して5勝3敗5セーブ、防御率4.80、54奪三振を記録した。
2017年も開幕からAAA級ラスベガスでプレーしていたが、6月22日にメジャー契約を結んでアクティブ・ロースター入りした。6月25日のサンフランシスコ・ジャイアンツ戦でメジャーデビュー。この年メジャーでは28試合に登板して2勝0敗、防御率3.74、27奪三振を記録した。
2018年1月18日にエイドリアン・ゴンザレスの加入に伴ってDFAとなった。

### マリナーズ時代
2018年1月19日にウェイバー公示を経てシアトル・マリナーズへ移籍した。開幕は傘下のAAA級タコマ・レイニアーズで迎えたが、4月9日に昇格すると、右の中継ぎとしてメジャーに定着して46試合に登板した。
2019年は12試合に登板したが、8月にトミー・ジョン手術を受け、以降は欠場した。レギュラーシーズン終了後の10月28日にマイナー契約となり、11月4日にFAとなった。
2020年3月15日にマイナー契約でマリナーズと再契約した。この年はメジャー昇格の機会はなく、またマイナーリーグが新型コロナウイルスの感染拡大の影響で開催されなかったため、公式戦登板の機会はなかった。オフの11月2日にFAとなった。

### ブレーブス傘下時代
2021年3月15日にアトランタ・ブレーブスとマイナー契約を結んだ。この年はAAA級グウィネット・ストライパーズで36試合に登板し、5勝0敗、防御率3.42の成績を残したが、メジャー昇格の機会はなかった。オフの11月7日にFAとなった。

### 独立リーグ時代
2022年4月21日にアトランティックリーグのハイポイント・ロッカーズと契約した。7月22日に現役引退が発表された。

## 投球スタイル
スライダー、フォーシーム、シンカーを主に投げる。

## 詳細情報

### 年度別投手成績
| 年 度    | 球 団    | 登 板 | 先 発 | 完 投 | 完 封 | 無 四 球 | 勝 利 | 敗 戦 | セ 丨 ブ | ホ 丨 ル ド | 勝 率 | 打 者 | 投 球 回 | 被 安 打 | 被 本 塁 打 | 与 四 球 | 敬 遠 | 与 死 球 | 奪 三 振 | 暴 投 | ボ 丨 ク | 失 点 | 自 責 点 | 防 御 率 | W H I P |
| -------- | -------- | ----- | ----- | ----- | ----- | -------- | ----- | ----- | -------- | ----------- | ----- | ----- | -------- | -------- | ----------- | -------- | ----- | -------- | -------- | ----- | -------- | ----- | -------- | -------- | ------- |
| 2017     | NYM      | 28    | 0     | 0     | 0     | 0        | 2     | 0     | 0        | 3           | 1.000 | 143   | 33.2     | 30       | 3           | 13       | 1     | 0        | 27       | 1     | 0        | 17    | 14       | 3.74     | 1.28    |
| 2018     | SEA      | 46    | 0     | 0     | 0     | 0        | 5     | 0     | 0        | 2           | 1.000 | 231   | 53.2     | 55       | 9           | 14       | 1     | 5        | 38       | 1     | 0        | 23    | 22       | 3.69     | 1.29    |
| 2019     | SEA      | 12    | 0     | 0     | 0     | 0        | 0     | 0     | 1        | 1           | ----  | 69    | 16.2     | 17       | 6           | 4        | 0     | 0        | 11       | 1     | 0        | 9     | 9        | 4.86     | 1.26    |
| MLB：3年 | MLB：3年 | 86    | 0     | 0     | 0     | 0        | 7     | 0     | 1        | 6           | 1.000 | 443   | 104.0    | 102      | 18          | 31       | 2     | 5        | 76       | 3     | 0        | 49    | 45       | 3.89     | 1.28    |

- 2020年度シーズン終了時

### 背番号
- 46（2017年）
- 60（2018年 - 2019年）